# Gmina Baćkowice
Die Gmina Baćkowice ist eine Landgemeinde im Powiat Opatowski der Woiwodschaft Heiligkreuz in Polen. Ihr Sitz ist das gleichnamige Dorf mit etwa 550 Einwohnern.

## Gliederung
Zur Landgemeinde (gmina wiejska) Baćkowice gehören folgende Dörfer mit einem Schulzenamt (sołectwo):
Baćkowice
Baranówek
Gołoszyce
Janczyce
Modliborzyce
Nieskurzów Nowy
Nieskurzów Stary
Olszownica
Oziębłów
Piórków
Piórków-Kolonia
Piskrzyn
Rudniki
Wszachów
Żerniki
Weitere Ortschaften der Gemeinde sind:
Bratków
Bratkowszczyzna
Dolny Piórków
Górka
Górki
Górny Piórków
Gołoszyce Niższe
Gołoszyce Wyższe
Janczyce-Kolonie
Kantóra
Kantórka
Kolonia
Kolonie
Kolonie Modliborskie
Komorniki
Korgole
Krowiniec
Masiówki
Nowe Kolonie
Pięciaki
Poddane
Podlesie
Podlesie Rudnickie
Stanisławów
Stara Wieś
Stare Kolonie
Szczytniak
Wojciechów
Zajasienie
Zarzeka
Załącze